# Anthidium tarsoi
Anthidium tarsoi är en biart som beskrevs av Urban 2001. Anthidium tarsoi ingår i släktet ullbin, och familjen buksamlarbin. Inga underarter finns listade i Catalogue of Life.